# Ловоа
Ловоите (Lovoa) са род растения от семейство Махагонови (Meliaceae). Срещат се в Афротропическата област. 

## Видове
- Lovoa swynnertonii
- Lovoa trichilioides